# Method Man
Method Man, rojstno ime Clifford Smith, ameriški raper, glasbeni producent, igralec in član klana Wu-Tang, * 1. april, 1971, New York, ZDA.
1. ↑  BD Gest'